# Josef Nabl
Josef Nabl (1876 – 1953) foi um físico austríaco.
Nabl estudou e obteve um doutorado em Viena, e foi o último assistente de Ludwig Boltzmann. Em 1900 esteve no Laboratório Cavendish em Cambridge, trabalhando com Joseph John Thomson. Escreveu em 1905 com Boltzmann seu último trabalho, Kinetische Theorie der Materie na Encyklopädie der mathematischen Wissenschaften (publicado em 1907). Devido a um grave ferimento na Primeira Guerra Mundial deve de desistir da física.
Irmão do romancista Franz Nabl (1883–1974).

## Fonte
- John T. Blackmore Ludwig Boltzmann, Kluwer 1995.